# Uraecium magnisporum
Uraecium magnisporum är en svampart som beskrevs av Cummins 1952. Uraecium magnisporum ingår i släktet Uraecium, ordningen Pucciniales, klassen Pucciniomycetes, divisionen basidiesvampar och riket svampar.   Inga underarter finns listade i Catalogue of Life.